# Archidendron
Archidendron és un gènere de plantes amb flors de la família de pèsols Fabaceae.

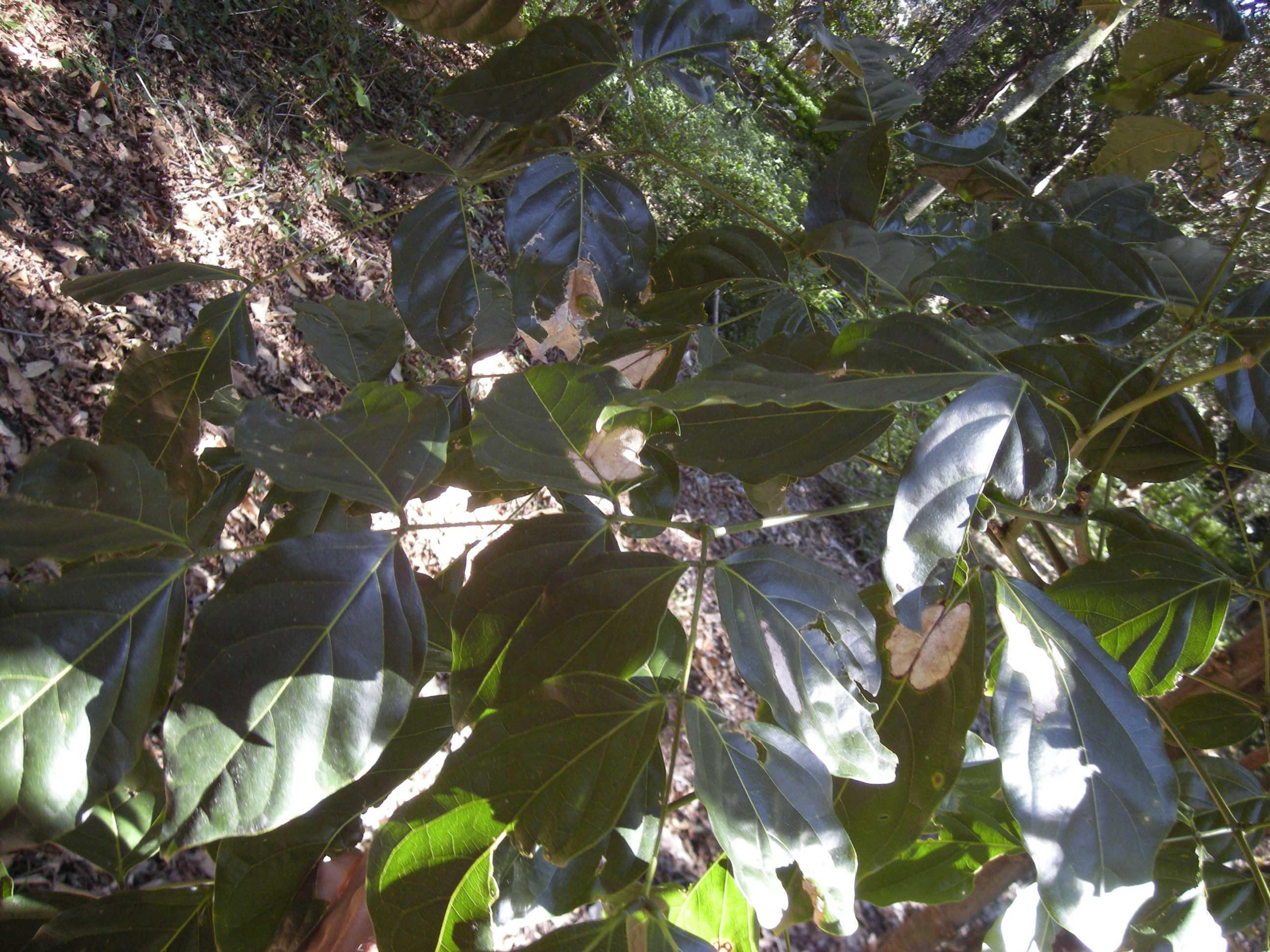
Fulles d'Archidendron lucyii
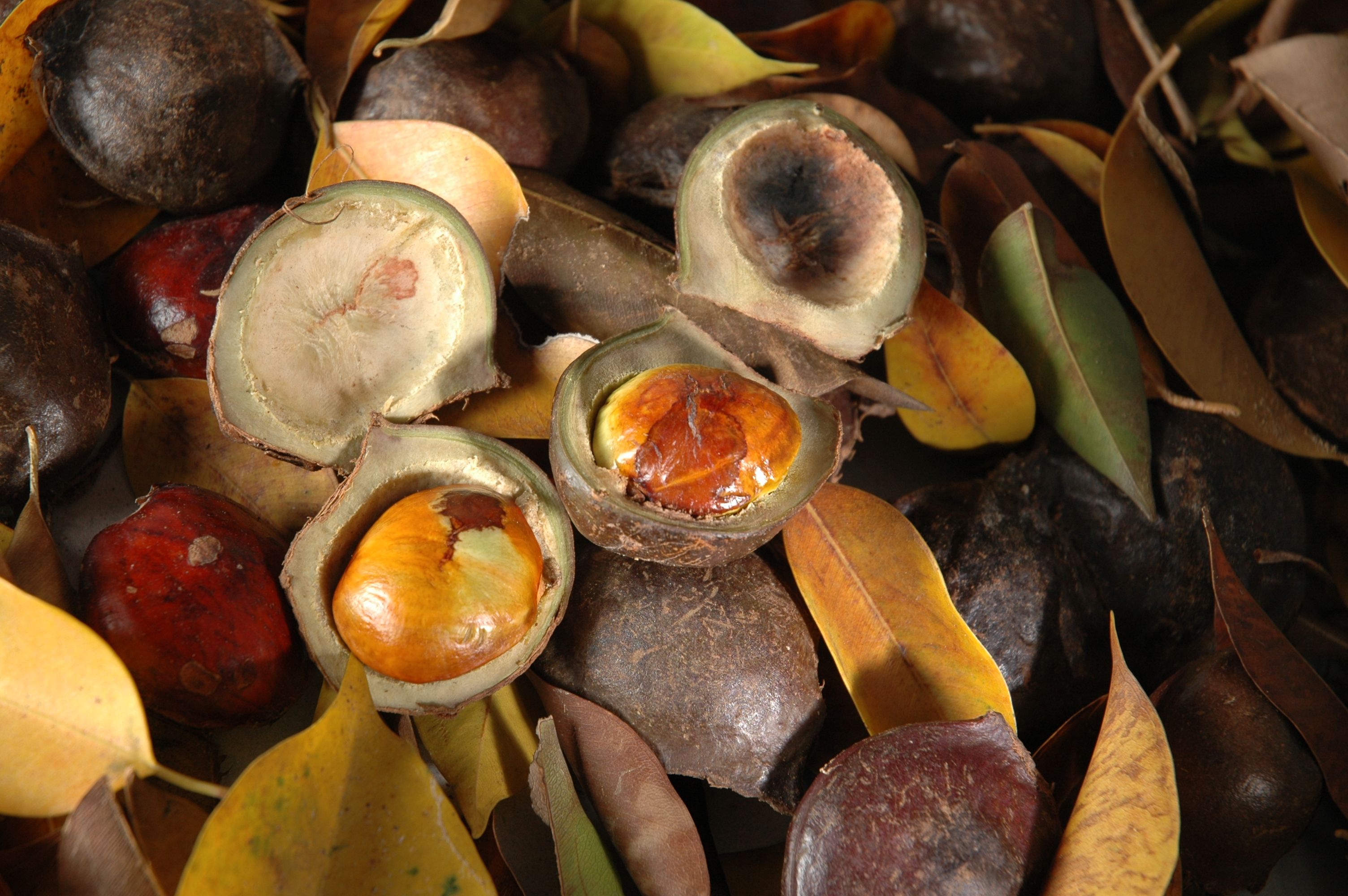
Fruits d'Archidendron pauciflorum
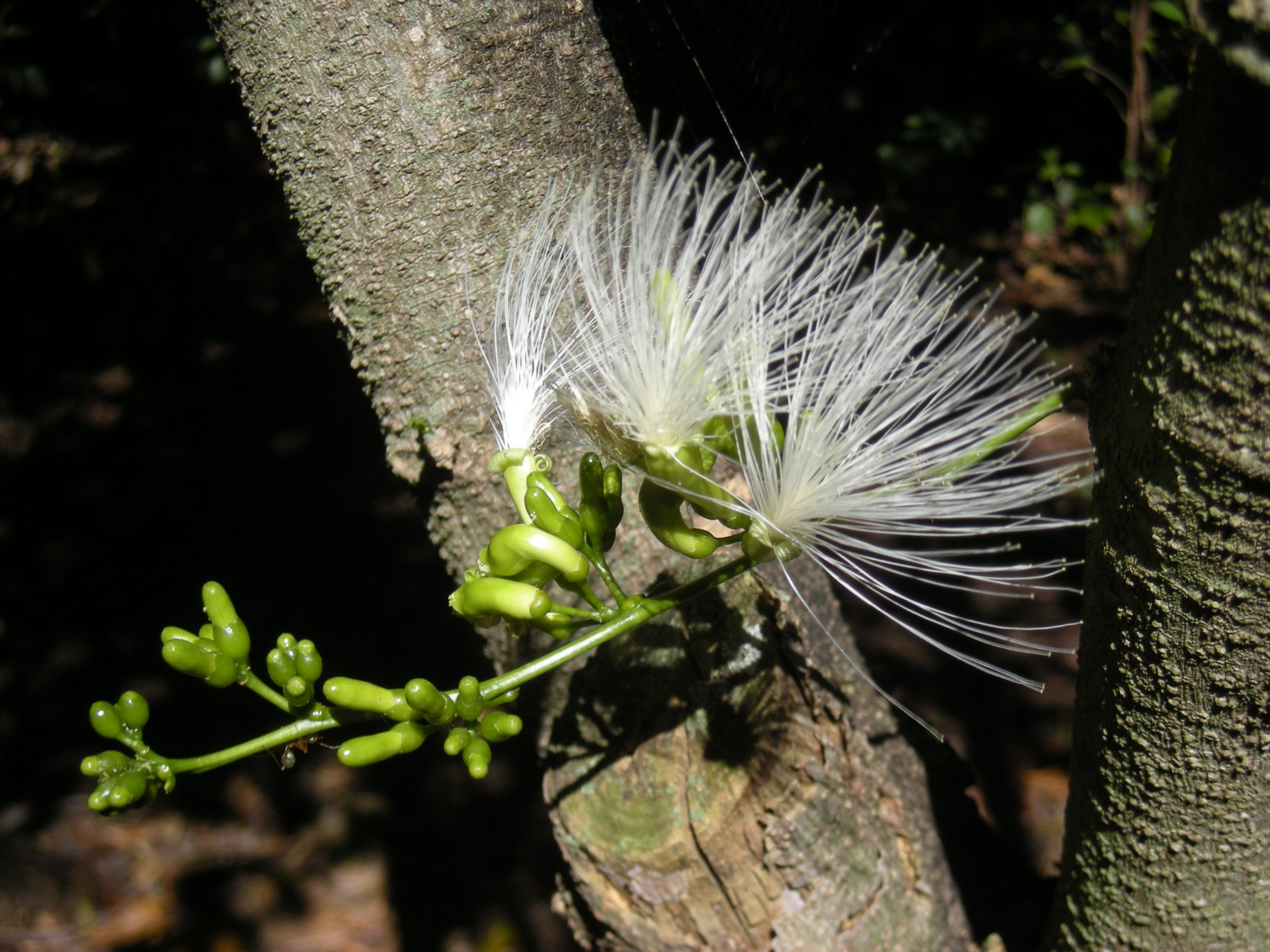
Flors d'Archidendron lucyii
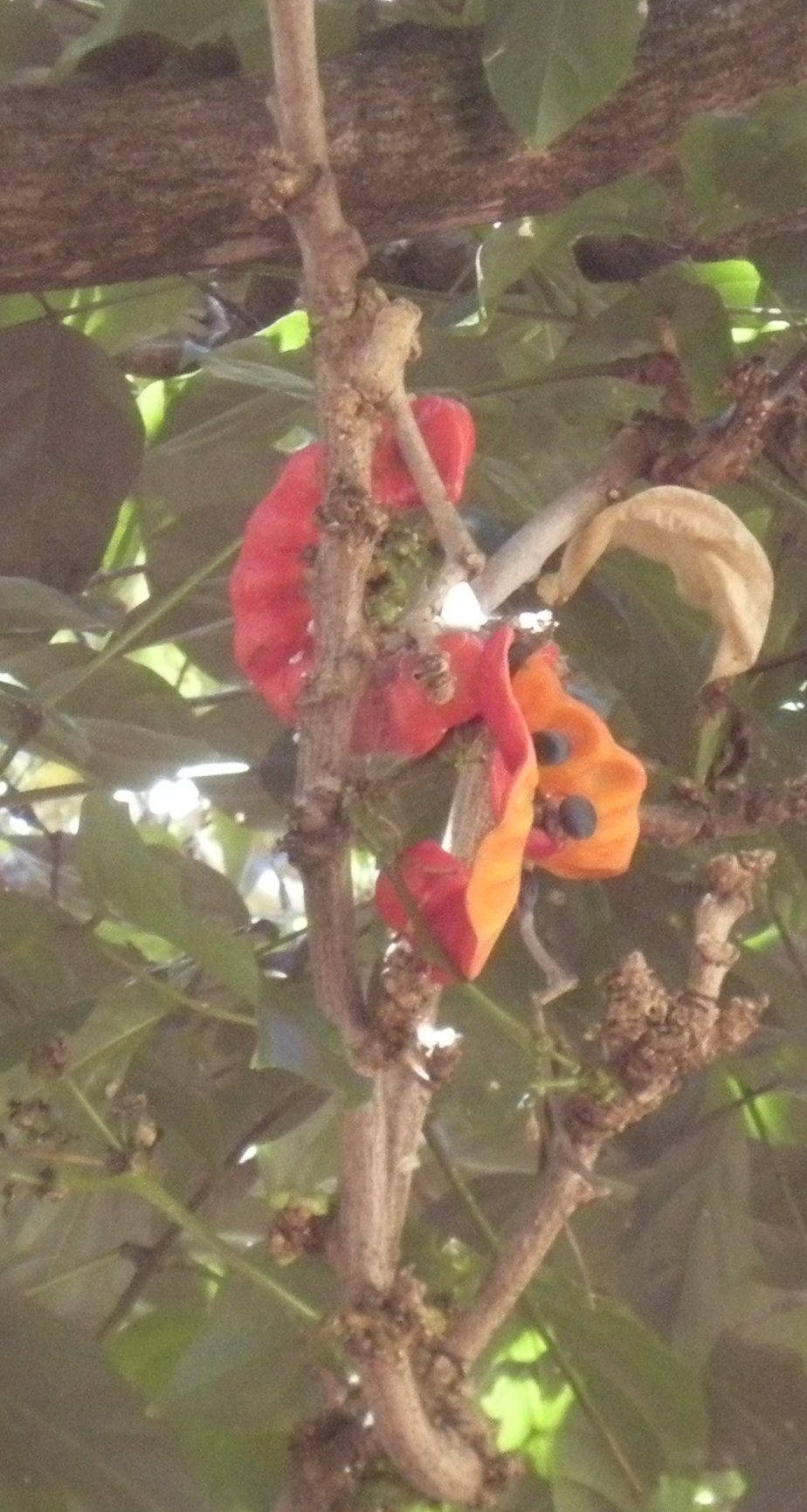
Llavors d'Archidendron lucyii
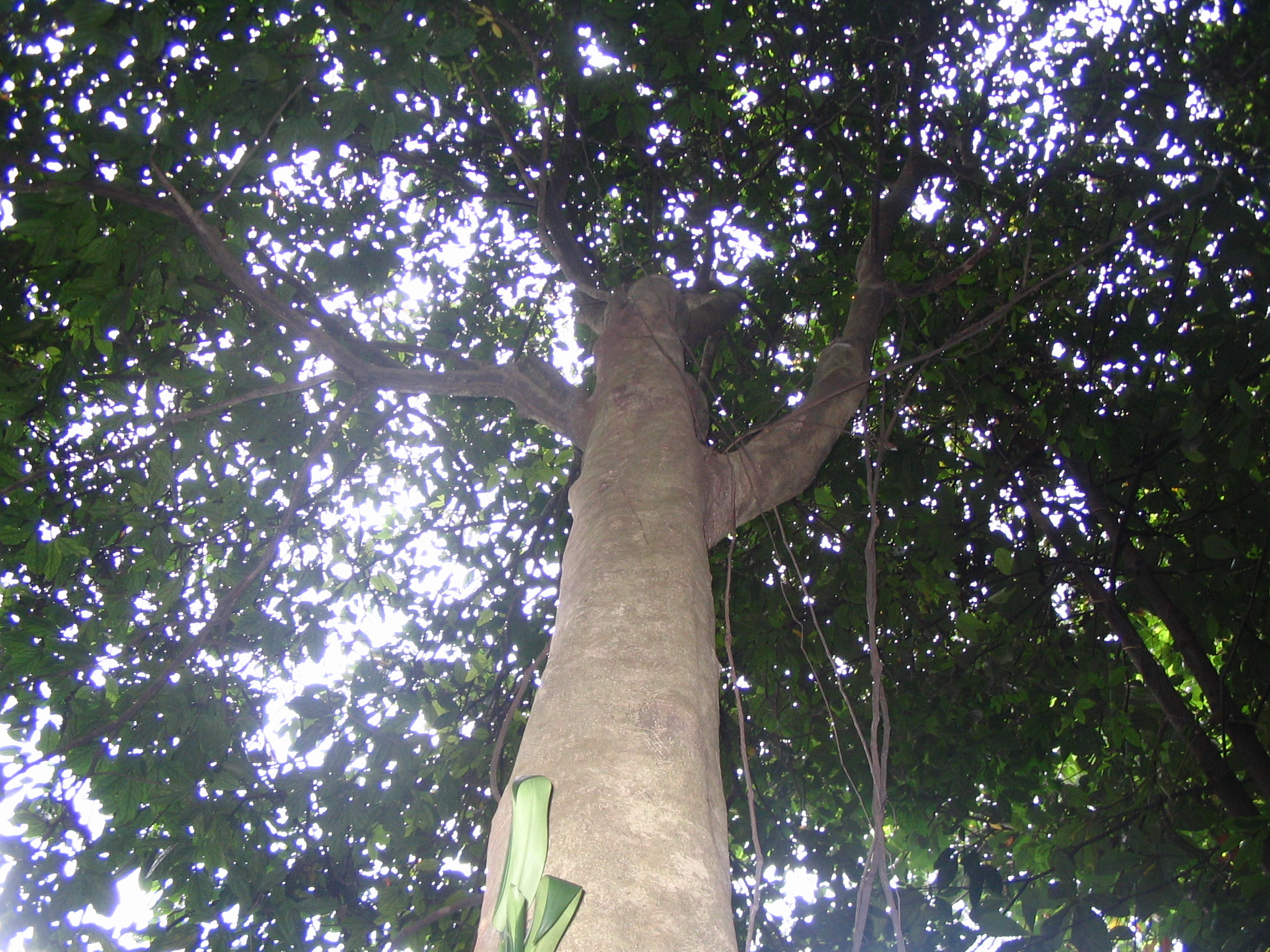
Archidendron bulbalinum. Reserva forestal de Bukit Nanas (Kuala Lumpur)

## Taxonomia
El gènere va ser descrit per Ferdinand von Mueller i publicat en Fragmenta Phytographiae Australiae 5: 59. 1865.
L'espècie tipus és Archidendron vaillantii, F. Muell.
- Archidendron alatum, de Wit
- Archidendron alternifoliolatum, (T.L. Wu) I.C. Nielsen
- Archidendron apoense, (Elmer) I.C. Nielsen
- Archidendron arborescens, (Kosterm.) I.C. Nielsen
- Archidendron aruense, (Warb.) Dewit
- Archidendron balansae, (Oliv.) I.C. Nielsen
- Archidendron baucheri, (Gagnep.) I.C. Nielsen
- Archidendron beguinii, de Wit
- Archidendron bellum, Harms
- Archidendron bigeminum, (L.) I.C. Nielsen
- Archidendron borneense, (Benth.) I.C. Nielsen
- Archidendron brachycarpum, Harms
- Archidendron brevicalyx, Harms
- Archidendron brevipes, (K. Schum.) Dewit
- Archidendron bubalinum, (Jack) I.C. Nielsen
- Archidendron calliandrum, de Wit
- Archidendron calycinum, Pulle
- Archidendron chevalieri, (Kosterm.) I.C. Nielsen
- Archidendron clypearia, (Jack) I.C. Nielsen
  - subsp. subcoriaceum, (Thwaites) I.C. Nielsen
- Archidendron cockburnii, I.C. Nielsen
- Archidendron conspicuum, (Craib) I.C. Nielsen
- Archidendron contortum, (C.Mart.) I.C. Nielsen
- Archidendron cordifolium, (T.L.Wu) I.C. Nielsen
- Archidendron crateradenum, (Kosterm.) I.C. Nielsen
- Archidendron dalatense, (Kosterm.) I.C. Nielsen
- Archidendron eberhardtii, I.C. Nielsen
- Archidendron ellipticum, (Blanco) I.C. Nielsen
- Archidendron fagifolium, (Miq.) I.C. Nielsen
- Archidendron falcatum, I.C. Nielsen
- Archidendron fallax, Harms
- Archidendron forbesii, Baker f.
- Archidendron glabrifolium, (T.L.Wu) I.C. Nielsen
- Archidendron glabrum, (K. Schum.) Lauterb. & K. Schum.
- Archidendron glandulosum, Verdc.
- Archidendron globosum, (Blume) I.C. Nielsen
- Archidendron glomeriflorum, (Kurz) I.C. Nielsen
- Archidendron gogolense, (Lauterb. & K. Schum.) Dewit
- Archidendron grandiflorum, (Benth.) I.C. Nielsen
- Archidendron harmsii, Malme
- Archidendron havilandii, (Ridl.) I.C. Nielsen
- Archidendron hendersonii, (F. Muell.) I.C. Nielsen
- Archidendron hirsutum, I.C. Nielsen
- Archidendron hispidum, (Mohlenbr.) Verdc.
- Archidendron hooglandii, Verdc.
- Archidendron jiringa, (Jack) I.C. Nielsen
- Archidendron kalkmanii, (Kosterm.) I.C. Nielsen
- Archidendron kerrii, (Gagnep.) I.C. Nielsen
- Archidendron kinubaluense, (Kosterm.) I.C. Nielsen
- Archidendron kubaryanum, (Warb.) Schumann & Lauterb.
- Archidendron kunstleri, (Prain) I.C. Nielsen
- Archidendron laoticum, (Gagnep.) I.C. Nielsen
- Archidendron lovelliae, (Bailey) I.C. Nielsen
- Archidendron lucidum, (Benth.) I.C. Nielsen
- Archidendron lucyi, F. Muell.
- Archidendron megaphyllum, Merr. & L.M. Perry
- Archidendron merrillii, (J.F.Macbr.) I.C. Nielsen
- Archidendron microcarpum, (Benth.) I.C. Nielsen
- Archidendron minahassae, (Koord.) I.C.Nielsen
- Archidendron molle, (K.Schum.) Dewit
- Archidendron monopterum, (Kosterm.) I.C. Nielsen
- Archidendron mucronatum, Harms
- Archidendron muellerianum, (Maiden & R.T. Baker) Maiden & B
- Archidendron multifoliolatum, (H.Q. Wen) T.L. Wu
- Archidendron muricarpum, (Kosterm.) Verdc.
- Archidendron nervosum, de Wit
- Archidendron novo-guineense, (Merr. & L.M. Perry) I.C. Nielsen
- Archidendron oblongum, (Hemsl.) de Wit
- Archidendron occultatum, (Gagnep.) I.C. Nielsen
- Archidendron oppositum, (Miq.) I.C. Nielsen
- Archidendron pachycarpum, (Warb.) Dewit
- Archidendron pahangense, (Kosterm.) I.C. Nielsen
- Archidendron palauense, (Kaneh.) I.C. Nielsen
- Archidendron parviflorum, Pulle
- Archidendron pauciflorum, (Benth.) I.C. Nielsen
- Archidendron pellitum, (Gagnep.) I.C. Nielsen
- Archidendron poilanei, (Kosterm.) I.C. Nielsen
- Archidendron ptenopum, Verdc.
- Archidendron quocense, (Pierre) I.C. Nielsen
- Archidendron ramiflorum, (F.Muell.) Kosterm.
- Archidendron robinsonii, (Gagnep.) I.C. Nielsen
- Archidendron royenii, Kosterm.
- Archidendron rufescens, Verdc.
- Archidendron sabahense, I.C. Nielsen
- Archidendron scutiferum, (Blanco) I.C. Nielsen
- Archidendron sessile, (Scheff.) Dewit
- Archidendron syringifolium, (Kosterm.) I.C. Nielsen
- Archidendron tenuiracemosum, Kaneh. & Hatus.
- Archidendron tetraphyllum, (Gagnep.) I.C. Nielsen
- Archidendron tjendana, (Kosterm.) I.C. Nielsen
- Archidendron tonkinense, I.C. Nielsen
- Archidendron trichophyllum, (Kosterm.) I.C. Nielsen
- Archidendron trifoliolatum, de Wit
- Archidendron triplinervium, (Kosterm.) I.C. Nielsen
- Archidendron turgidum, (Merr.) I.C. Nielsen
- Archidendron utile, (Chun & F.C. How) I.C. Nielsen
- Archidendron vaillantii, (F. Muell.) F. Muell.
- Archidendron whitei, I.C. Nielsen
- Archidendron xichouense, (C. Chen & H. Sun) X.Y. Zhu
- Archidendron yunnanense, (Kosterm.) I.C. Nielsen